# مراقبة الائتمان في الهند
تعتبر مراقبة الائتمان في الهند، (بالإنجليزية: Credit control in India)‏، أداة مهمة يستخدمها البنك الاحتياطي الهندي، وسلاح رئيسي في السياسة النقدية المستخدمة للسيطرة على العرض والطلب في الاقتصاد، أو ما يسمّى «السيولة». يتحكّم البنك المركزي بالقروض التي تمنحها المصارف التجاريّة، يستخدم البنك الاحتياطي الهندي هذه الطريقة لتحقيق التنمية الاقتصاديّة المستقرّة، وهذا يعني أنّ البنوك لن تتحكم في الاتجاهات التضخّمية في الاقتصاد فقط، بل ستعزز أيضًا النمو الاقتصادي الذي سيؤدي في النهاية إلى زيادة الاستقرار الوطني للدخل، ونظرًا لوظائفها كخزينة للاحتياطيات النقدية وإصدار العملات الورقية؛ فإن الائتمان الذي لا يخضع لسيطرة البنك الاحتياطي الهندي سيؤدي إلى عدم الاستقرار الاجتماعي والاقتصادي في البلاد.

## الحاجة إلى مراقبة الائتمان
تعتبر مراقبة الائتمان من أهم وظائف البنك الاحتياطي في الهند، وتتمثّل الحاجة لمراقبة الائتمان بـ:
- تعزيز النمو في القطاعات التي تعتبرها الحكومة ذات أولوّية، تبعًا لحالتها الاقتصادية أو لمصالح الحكومة، ويبلغ مجموع هذه القطاعات 15 قطاعًا.[1]
- مراقبة توجيه الائتمان بحيث لا يُسلَّم لتحقيق أهداف غير مرغوب بها.
- تحقيق هدف السيطرة على التضخّم والانكماش المالي.
- تعزيز الاقتصاد من خلال تيسير تدفّق القدر الكافي من الائتمان إلى مختلف القطاعات.
- تطوير الاقتصاد.

## أهداف مراقبة الائتمان
تتمثّل الأهداف العامة لسياسة مراقبة الائتمان في الهند بـ:
- ضمان مستوى كافٍ من السيولة لتحقيق معدّل نمو اقتصاديّ مرتفع إلى جانب الاستفادة القصوى من الموارد دون توليد ضغط تضخّمي مرتفع.
- تحقيق الاستقرار في سوق أسعار الصرف في البلاد.
- تحقيق المتطلبات الاقتصادية أثناء فترات الركود الاقتصادي وخارجها.
- السيطرة على دورة الأعمال وتلبية الاحتياجات التجارية.

## طريقتا مراقبة الائتمان
هناك طريقتان يستخدمهما المصرف للتحكم هما:
- الطريقة الكمّية.
- الطريقة النوعيّة.

خلال فترة التضخم المالي يُقيّد البنك الاحتياطي الهندي المعروض من النقود، بينما خلال الانكماش يسمح للمصرف التجاري بضخّ الأموال في الاقتصاد.

### الطريقة النوعية
نقصد بالنوعية الاستخدامات التي يُوجَّه إليها الائتمان المصرفي.
قد يلاحظ البنك أن أصحاب رؤوس الأموال الكبيرة يأخذون نصيبًا كبيرًا من الائتمان، بينما لا يحصل أصحاب الصناعات الصغيرة والسلع الاستهلاكية والزراعة على نصيب جيّد، تصحيح هذا النوع من التفاوت مسألة تتعلق بمراقبة نوعية الائتمان، تراقِب الطريقة النوعية توجيه النقد والائتمان في الاقتصاد. وهي «طريقة انتقائية» للمراقبة إذ يُقيَّد الائتمان لبعض القطاعات بينما يُعزّز لقطاعات أخرى تعتبر ذات أولوية، وتختلف القطاعات ذات الأولوية من وقت لآخر بحسب الحالة الاقتصادية. 
أدوات هذه الطريقة هي:

#### الشرط الهامشي
```
يرفع البنك قيمة الشرط الهامشي للقروض عندما يريد تقييد تدفّق ائتمان بعض الأنشطة التجارية في السوق، سنشرح المطلب الهامشي بمثال: عندما يرهن شخص ممتلكاته التي قيمتها مليون دولار مقابل قرض، ويقدّم البنك قرضًا بقيمة 800.000 دولار فالشرط الهامشي هنا هو 20%.
```

#### تقنين الائتمان
بموجب هذه الطريقة، يوجد حد أقصى للقروض والسلف التي يقدّمها البنك ولا يستطيع تجاوزها، يُحدّد البنك الاحتياطي الهندي سقف للائتمان لفئات محدّدة، تُستخدَم هذه الطريقة عندما يجب التحقّق من تدفّق الائتمان.

#### الإعلان
يستخدم البنك الاحتياطي الهندي الإعلام ليعبّر عن آرائه حول حالة السوق الحالية في البلد وتوجيهاته التي يجب على البنوك التجارية الالتزام بها للسيطرة على اضطرابات السوق، ولكنّ تبقى هذه الطريقة غير ناجحة في بلدان العالم النامي نظرًا لارتفاع نسبة الأمّية وجهل الناس بهذه السياسات وآثارها.

#### الفعل المباشر
بموجب قانون التنظيم المصرفي، يتمتع البنك المركزي بسلطة اتخاذ إجراءات صارمة ضد أي من البنوك التجارية التي ترفض الامتثال لإرشادات البنك الاحتياطي الهندي.

#### ممارسة الضغوط الأخلاقية
تُعرف هذه الطريقة أيضًا باسم «الإقناع الأخلاقي» كأسلوب يستخدمه البنك الاحتياط الهندي، إذ يلجأ إلى إقناع البنوك التجارية باتباع توجيهاته وأوامره بشأن تدفق الائتمان، وذلك من خلال الاجتماعات بين البنك الاحتياطي الهندي والبنوك التجارية.

## الطريقة الكمّية

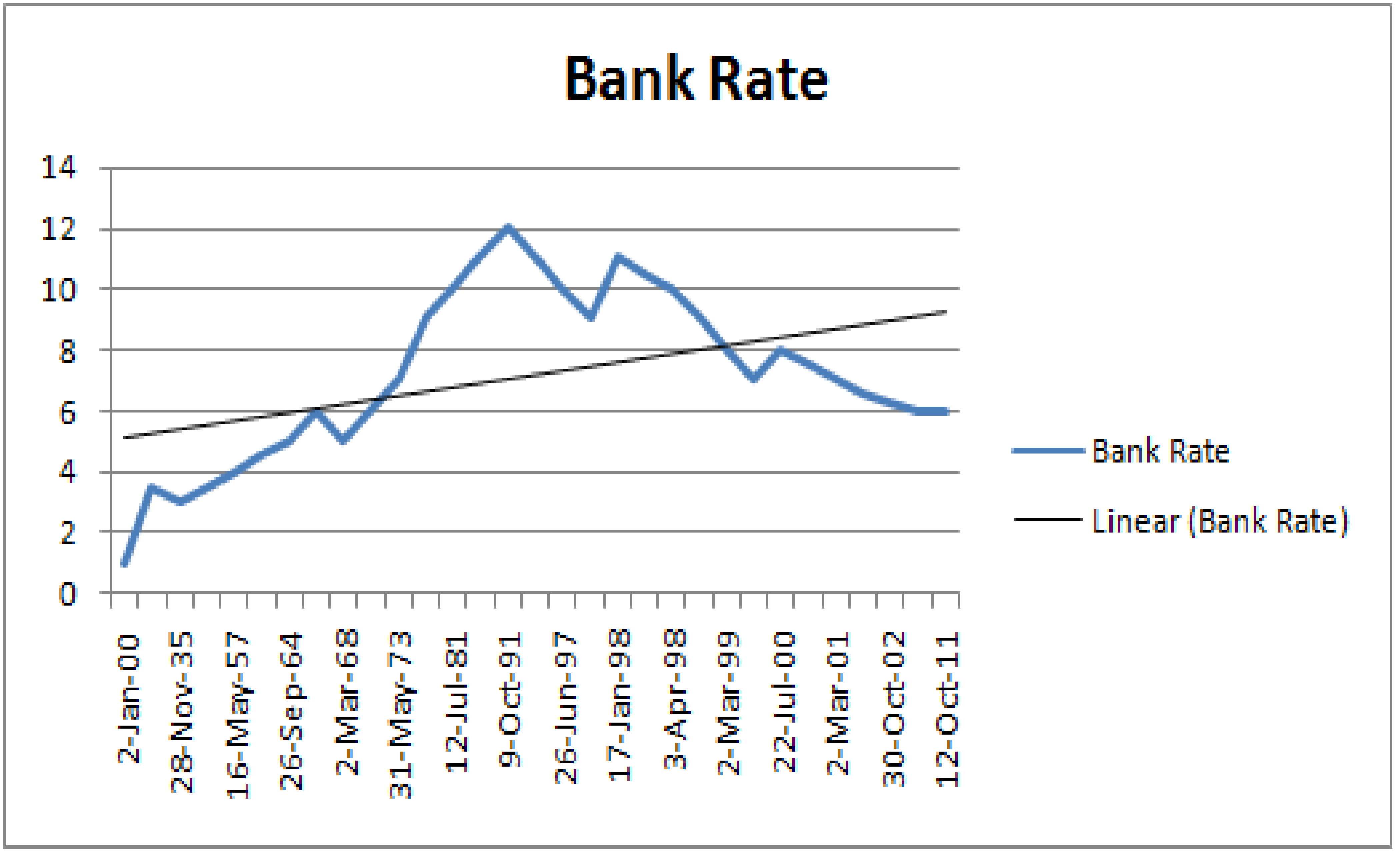
مخطط بياني يظهر التغيرات في النسبة المصرفية خلال الفترة من عام 1935 حتى عام 2011

سنشرح هذه الفكرة عبر مثال، لنعتبر أنّ البنك المركزي أجرى حساباته وكان الحد الأقصى لتوسيع الائتمان هو 50000 روبية، ولكن القيمة الحقيقية للائتمان خلال هذه الفترة هي 55000 روبية، سيلجأ البنك المركزي لتشديد سياساته بهدف تخفيض قيمة الائتمان إلى 50000 روبية فقط، وبالعكس تمامًا إذا كانت القيمة الحقيقية 45000 سيعيد تنظيم سياساته باتجاه ضخ المزيد من الأموال في الاقتصاد.

### معدّل البنك
معدّل البنك المعروف أيضًا باسم «معدّل الخصم» هو الحد الأدنى الرسمي للمعدّل الذي يكون فيه البنك المركزي للبلد جاهزًا لإعادة خصم سندات الصرف المعتمدة أو إقراض الأوراق المالية.
تعرّف المادة 49 من قانون بنك الهند الاحتياطي لعام 1934 معدّل البنك بأنه: «السعر القياسي الذي يكون فيه البنك الاحتياطي الهندي على استعداد لشراء أو إعادة خصم سندات الصرف أو الأوراق التجارية الأخرى المؤهلة للشراء بموجب هذا القانون».
عندما يقوم البنك التجاري على سبيل المثال بإقراض أو استثمار جميع الأموال المتاحة له ولديه مبالغ نقدية ضئيلة أو لا يملك سوى الحد الأدنى المحدّد له، قد يطلب من البنك المركزي الحصول على أموال، يجوز عندها إما إعادة خصم بعض فواتيره لدى البنك المركزي أو قد يقترض من البنك المركزي مقابل ضمانات السندات الخاصة به.
في كلتا الحالتين، يستوعب البنك المركزي احتياجات البنك التجاري ويزيد من احتياطيات الأخير النقدية. يرتفع هذا المعدل في أوقات التضخم عندما يجب التحكّم بتدفّق وعرض الأموال في الاقتصاد.
في أي وقت يوجد قِيَم فائدة مختلفة في السوق، مثل قيمة الفائدة على الودائع وقيمة الإقراض للبنوك التجارية وقيمة خصم السوق وما إلى ذلك، ونظرًا لأن البنك المركزي هو الرائد في سوق المال والمسؤول عن الإقراض في النهاية؛ فإن جميع الأسعار الأخرى ترتبط ارتباطًا وثيقًا بمعدّل البنك. وبالتالي، التغييرات في سعر البنك تليها تغيّرات في جميع الأسعار الأخرى في سوق المال.
كيفية العمل بمعدّل البنك
سيجيب هذا القسم على كيفية عمل سياسة معدّل البنك للتحكم في مستوى الأسعار وحركة الأعمال والاستثمار في البلد.
```
تُجرى تعديلات في معدّل البنك بهدف التحكم في مستويات الأسعار وحركة الأعمال، عن طريق تغيير الطلب على القروض. يعتمد عملها على مبدأ أن التغييرات في سعر البنك تؤدي إلى تغيير سعر الفائدة في السوق.
```

لنفترض أن بلدًا ما يواجه ضغوطًا تضخّمية، في مثل هذه الحالات سيقوم البنك المركزي بزيادة معدّل البنك مما يؤدي إلى ارتفاع فائدة القروض، وانخفاض الطلب عليها وسينخفض النشاط التجاري.
نستنتج أن ارتفاع معدّل البنك يؤدي إلى انخفاض مستوى الأسعار، وانخفاض معدّل البنك يؤدي إلى زيادة مستوى الأسعار، أي أن العلاقة التي تربط بينهما عكسية.

## وصلات خارجية
- البنك الاحتياطي الهندي (بالإنجليزية)